# 俄羅斯飲食

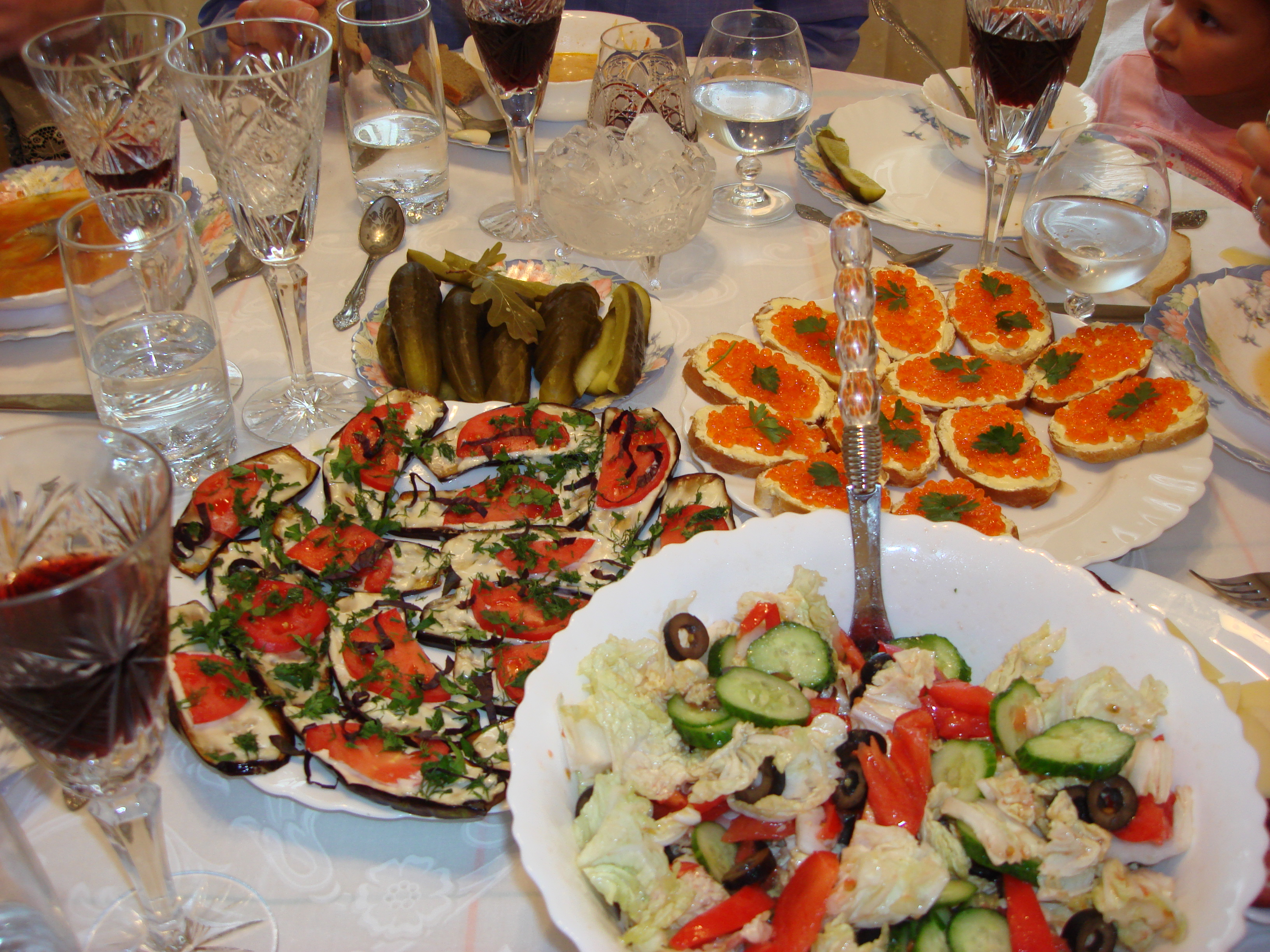
一頓俄羅斯開胃菜

俄羅斯是面積最大的國家 ，飲食文化十分豐富。傳統的俄羅斯飲食和蘇聯飲食並不相同。俄羅斯飲食較多使用魚肉、豬肉、家禽、魚子醬、蘑菇、漿果、蜂蜜等食材。在16至18世紀，外國的飲食文化傳入俄羅斯，並和俄羅斯當地的食材結合，創造出俄羅斯獨特的飲食文化。

## 歷史
由於俄羅斯本身氣候較為嚴寒，俄羅斯人傳統上都是以吃黑麥、小麥為主，也有家禽、蘑菇等等。有時也會拿蔬菜與肉類燉煮成湯。在古代，俄羅斯菜還會受到中亞和西亞地區影響，包括波斯和奧斯曼帝國。
到了十七、十八世紀，受到中西歐影響，俄羅斯人引進一些西歐烹飪技術，比如煙燻肉類或魚類，以及沙拉、巧克力和烈酒。

## 菜肴

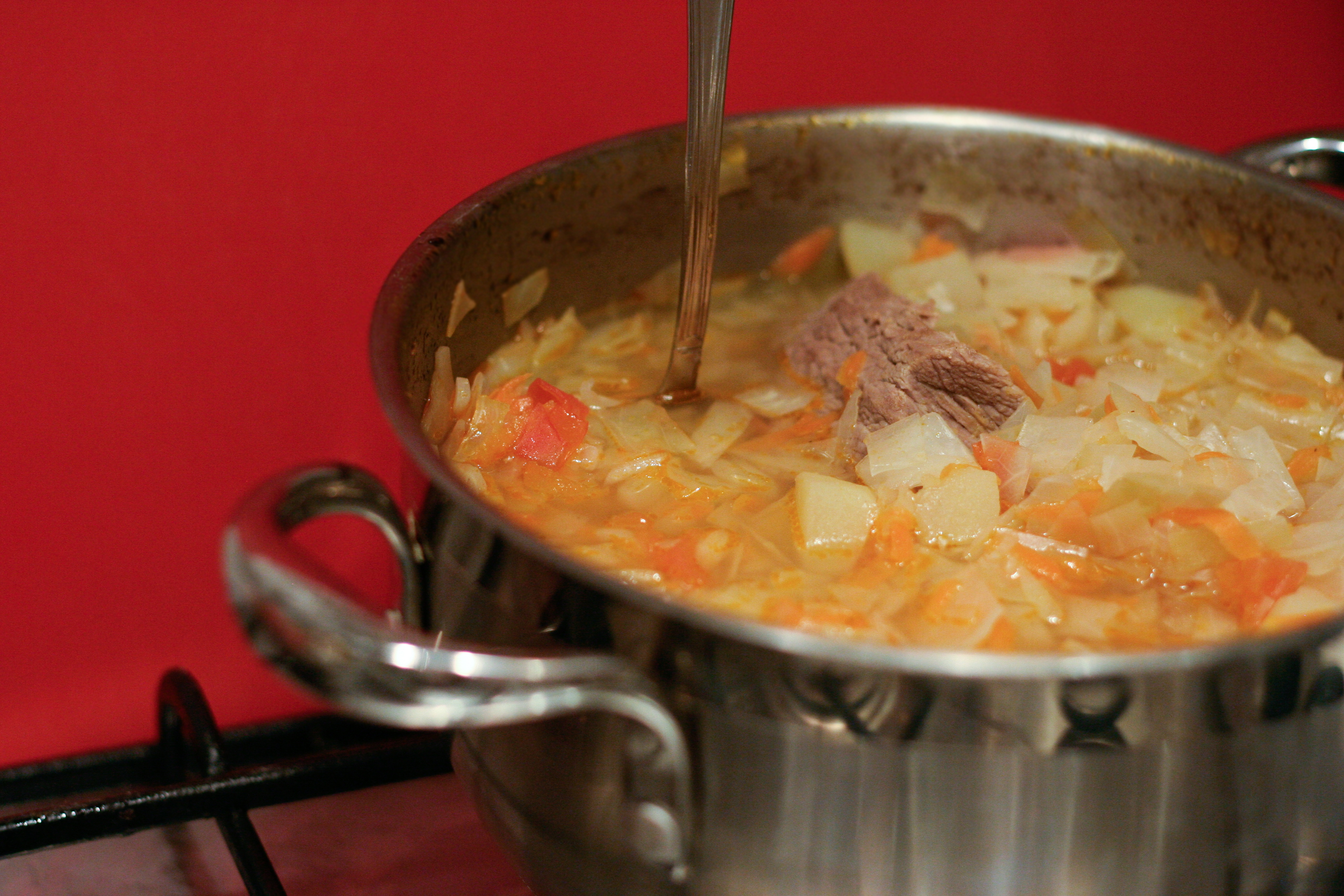
俄羅斯白菜湯

### 湯
傳統俄羅斯人都會把湯視為重要食品。俄羅斯比較代表性者有：
- 白菜湯
- 烏哈湯
- 雜拌湯
- 羅宋湯
- 俄羅斯凍湯

### 前菜
- 俄國沙拉
- 皮羅什基

### 主菜
- 俄國餃子
- 俄羅斯烤肉(霞舒尼克)
- 白菜卷
- 皮羅格

### 點心
- 布林尼
- 帕斯哈
- 錫爾尼基
- 基塞爾